# Bernardo Larroudé
Bernardo Larroudé es una localidad en la provincia de La Pampa, Argentina, dentro del departamento Chapaleufú.

## Población
Contó con 1,500 habitantes (Indec, 2010), lo que representó un incremento del 2% frente a los 1469 habitantes (Indec, 2001) del censo anterior.
El censo nacional 2022 arrojó 1707 habitantes y 840 viviendas.
| Gráfica de evolución demográfica de Bernardo Larroudé entre 1991 y 2022 |
|                                                                         |
| Fuente: Censos nacionales del INDEC                                     |